# Zelotes ubicki
Espèce
Zelotes ubicki est une espèce d'araignées aranéomorphes de la famille des Gnaphosidae.

## Distribution
Cette espèce est endémique de Basse-Californie du Sud au Mexique,.

## Description
Le mâle holotype mesure  3,02 mm et les femelles de 4,75 à 4,93 mm.

## Étymologie
Cette espèce est nommée en l'honneur de Darrell Ubick.

## Publication originale
- Platnick & Shadab, 1983 : A revision of the American spiders of the genus Zelotes (Araneae, Gnaphosidae). Bulletin of the American Museum of Natural History, no 174, p. 97-192 (texte intégral).